# Druciarz, krawiec, żołnierz, szpieg
Druciarz, krawiec, żołnierz, szpieg (ang. Tinker, Tailor, Soldier, Spy) – powieść Johna le Carré, stanowiąca pierwszą część z serii trzech utworów, nieoficjalnie nazywanych „Trylogią Karli” (The Karla Trilogy), do której należą też Jego uczniowska mość oraz Ludzie Smileya. Przedstawione w niej wydarzenia nawiązują do afery Kima Philby’ego. 

## Fabuła
Brytyjskim rządem wstrząsa informacja o istnieniu sowieckiego agenta w najwyższych kręgach decyzyjnych brytyjskiego wywiadu. Zaistniała sytuacja wyklucza wewnętrzne dochodzenie – nikt nie wie, kim jest i gdzie się znajduje „kret” (podwójny agent). George Smiley, który popadł w niełaskę i został przymusowo przeniesiony na emeryturę z powodu wysuwania podobnych podejrzeń kilka lat wcześniej, zostaje wezwany ponownie i wtajemniczony w sytuację.   
Ricky Tarr, oficer operacyjny (agent) w Hongkongu, poznał sowiecką agentkę o imieniu Irina i skłonił ją do pracy na rzecz Wielkiej Brytanii. Tarr wysłał do Londynu wniosek o jej zwerbowanie, ale nigdy nie otrzymał odpowiedzi. W międzyczasie Irina zniknęła, pozostawiając mu swój dziennik. Wspomina w nim o sowieckim agencie, zwerbowanym przez szefa radzieckiego wywiadu – Karlę, i pracującym w najwyższych kręgach brytyjskiego wywiadu. Tarr ukrywa się, obawiając się konsekwencji zarówno ze strony Sowietów, jak i Anglików. Pojawia się dopiero na spotkaniu z jedynym człowiekiem, któremu może zaufać – Smileyem.
Ministerstwo wymaga, by Smiley poprowadził dochodzenie, rozwiązał problem, a następnie zneutralizował „kreta”. Problem polega na tym, że nie może być żadnego oficjalnego postępowania, takiego jak obserwacje, podsłuchy, kontrola korespondencji, przesłuchania itd. – nikomu nie można zaufać ani nikogo nie można zaalarmować. Jedyne, na czym może oprzeć się Smiley, to jego umiejętności analitycznego myślenia, kontakty. 
Po miesiącach uciążliwej i wytężonej pracy Smiley tworzy listę czterech podejrzanych, którym nadane zostają robocze pseudonimy: „Tinker” (Druciarz), „Tailor” (Krawiec), „Soldier” (Żołnierz) oraz „Poorman” (Biedak). Następnie każdego z nich dyskretnie rozpracowuje: przesłuchuje i skłania do wyznań w taki sposób, by żaden z nich nie nabrał podejrzeń.

## Serial telewizyjny
W 1979 na podstawie powieści nakręcono siedmioodcinkowy miniserial telewizyjny. W serialu pod tym samym tytułem obsadzie aktorskiej przewodzi Alec Guinness jako George Smiley.

## Film fabularny
W 2011 dokonano kolejnej adaptacji utworu. W filmie Szpieg w reżyserii Tomasa Alfredsona postać George’a Smileya odtworzył Gary Oldman. W pozostałych rolach wystąpili m.in. Colin Firth, Benedict Cumberbatch, Tom Hardy, John Hurt i Mark Strong.